# Rue Commines
Rue Commines je ulice v Paříži v historické čtvrti Marais. Nachází se ve 3. obvodu.

## Poloha
Ulice vede od křižovatky s Rue de Turenne a končí na křižovatce s Boulevardem des Filles-du-Calvaire, kde na ni navazuje Rue Oberkampf.

## Historie
Ulice byla otevřena v roce 1804 na místě bývalého kláštera Notre-Dame du Calvaire pod názvem Rue Neuve-de-Ménilmontant. V roce 1864 získala své současné jméno. Philippe de Commynes (1447–1511), po kterém je nazvána, byl vlámský státník a historik.

## Zajímavé objekty
- Dům č. 17: galerie Espace Commines, kde probíhá výstava Salon de mai